# Île-d'Aix
Cet article concerne la commune. Pour l'île, voir Île d'Aix.
Île-d'Aix ([il dɛks]) est une commune du Sud-Ouest de la France, située dans le département de la Charente-Maritime et la région Nouvelle-Aquitaine. Elle est la plus petite commune du département.
La commune occupe la totalité de l'île d'Aix (sans trait d'union), située à l'ouest au large de la pointe de la Fumée, qui est l'extrémité de la presqu'île de Fouras, et à l'est de l'île d'Oléron. 
Ses habitants sont appelés les Aixois.
La commune appartient depuis 2011 au réseau « Villages de pierres et d'eau », label initié par le conseil départemental afin de promouvoir des sites exceptionnels présentant la particularité d'être situés au bord d'une étendue d'eau (mer, rivière, étang).

## Géographie

Carte de l'île.

La commune couvre la totalité de l'île d'Aix, ainsi que la longe de Boyard où est édifié le fort Boyard. Située dans le centre-ouest du département de la Charente-Maritime, au large des côtes aunisiennes, elle est baignée par l'océan Atlantique et appartient à un ensemble géographique plus vaste, l'archipel charentais. Cette petite île se déploie entre l'île d'Oléron et Fouras, à l'extrémité nord-ouest de la vaste embouchure de la Charente.
Sur un plan plus général, cette petite île est située dans la partie Sud-Ouest de la France, au centre de la côte atlantique, faisant partie du « midi atlantique ».
Les communes limitrophes sont  Fouras.

### Climat
La station météorologique de Météo-France installée sur la commune et en service de 1978 à 2020 permet de connaître en continu l'évolution des indicateurs météorologiques. Le tableau détaillé pour la période 1981-2010 est présenté ci-après.
| Mois                                  | jan.            | fév.            | mars          | avril         | mai           | juin          | jui.           | août            | sep.          | oct.            | nov.          | déc.            | année     |
| ------------------------------------- | --------------- | --------------- | ------------- | ------------- | ------------- | ------------- | -------------- | --------------- | ------------- | --------------- | ------------- | --------------- | --------- |
| Température minimale moyenne (°C)     | 4               | 4               | 6,1           | 7,9           | 11,2          | 14,1          | 16             | 16,3            | 14,1          | 11,5            | 7,3           | 4,7             | 9,8       |
| Température moyenne (°C)              | 6,7             | 7,4             | 9,8           | 12            | 15,4          | 18,4          | 20,4           | 20,6            | 18,4          | 15              | 10,3          | 7,3             | 13,5      |
| Température maximale moyenne (°C)     | 9,5             | 10,7            | 13,6          | 16,1          | 19,6          | 22,7          | 24,8           | 24,9            | 22,7          | 18,6            | 13,3          | 10              | 17,2      |
| Record de froid (°C) date du record   | −9,9 12.01.1987 | −8 10.02.1986   | −5,4 01.03.05 | 0 12.04.1986  | 4 03.05.1979  | 8,5 01.06.06  | 8,2 17.07.1980 | 10,4 30.08.1993 | 7 25.09.02    | 0 29.10.1997    | −4 23.11.1993 | −8,4 29.12.1996 | −9,9 1987 |
| Record de chaleur (°C) date du record | 16 28.01.02     | 19,4 15.02.1998 | 24,8 19.03.05 | 30,2 30.04.05 | 31,1 24.05.10 | 34,5 18.06.05 | 36,8 18.07.06  | 38 04.08.03     | 34,5 03.09.05 | 28,6 01.10.1997 | 21 08.11.06   | 17,8 07.12.00   | 38 2003   |
| Précipitations (mm)                   | 78,3            | 59,2            | 56,4          | 64,4          | 54,7          | 42,3          | 45,9           | 45,4            | 65,5          | 93,8            | 99,3          | 94,4            | 799,6     |

## Urbanisme

### Typologie
Au 1er janvier 2024, Île-d'Aix est catégorisée commune rurale à habitat dispersé, selon la nouvelle grille communale de densité à 7 niveaux définie par l'Insee en 2022.
Elle est située hors unité urbaine et hors attraction des villes,.
La commune, bordée par l'océan Atlantique, est également une commune littorale au sens de la loi du 3 janvier 1986, dite loi littoral. Des dispositions spécifiques d’urbanisme s’y appliquent dès lors afin de préserver les espaces naturels, les sites, les paysages et l’équilibre écologique du littoral, tel le principe d'inconstructibilité, en dehors des espaces urbanisés, sur la bande littorale des 100 mètres, ou plus si le plan local d’urbanisme le prévoit.

### Occupation des sols
L'occupation des sols de la commune, telle qu'elle ressort de la base de données européenne d’occupation biophysique des sols Corine Land Cover (CLC), est marquée par l'importance des territoires agricoles (60,4 % en 2018), une proportion identique à celle de 1990 (60,4 %). La répartition détaillée en 2018 est la suivante :
zones agricoles hétérogènes (60,4 %), forêts (37,5 %), zones humides côtières (1,5 %), eaux maritimes (0,6 %). L'évolution de l’occupation des sols de la commune et de ses infrastructures peut être observée sur les différentes représentations cartographiques du territoire : la carte de Cassini (XVIIIe siècle), la carte d'état-major (1820-1866) et les cartes ou photos aériennes de l'IGN pour la période actuelle (1950 à aujourd'hui).

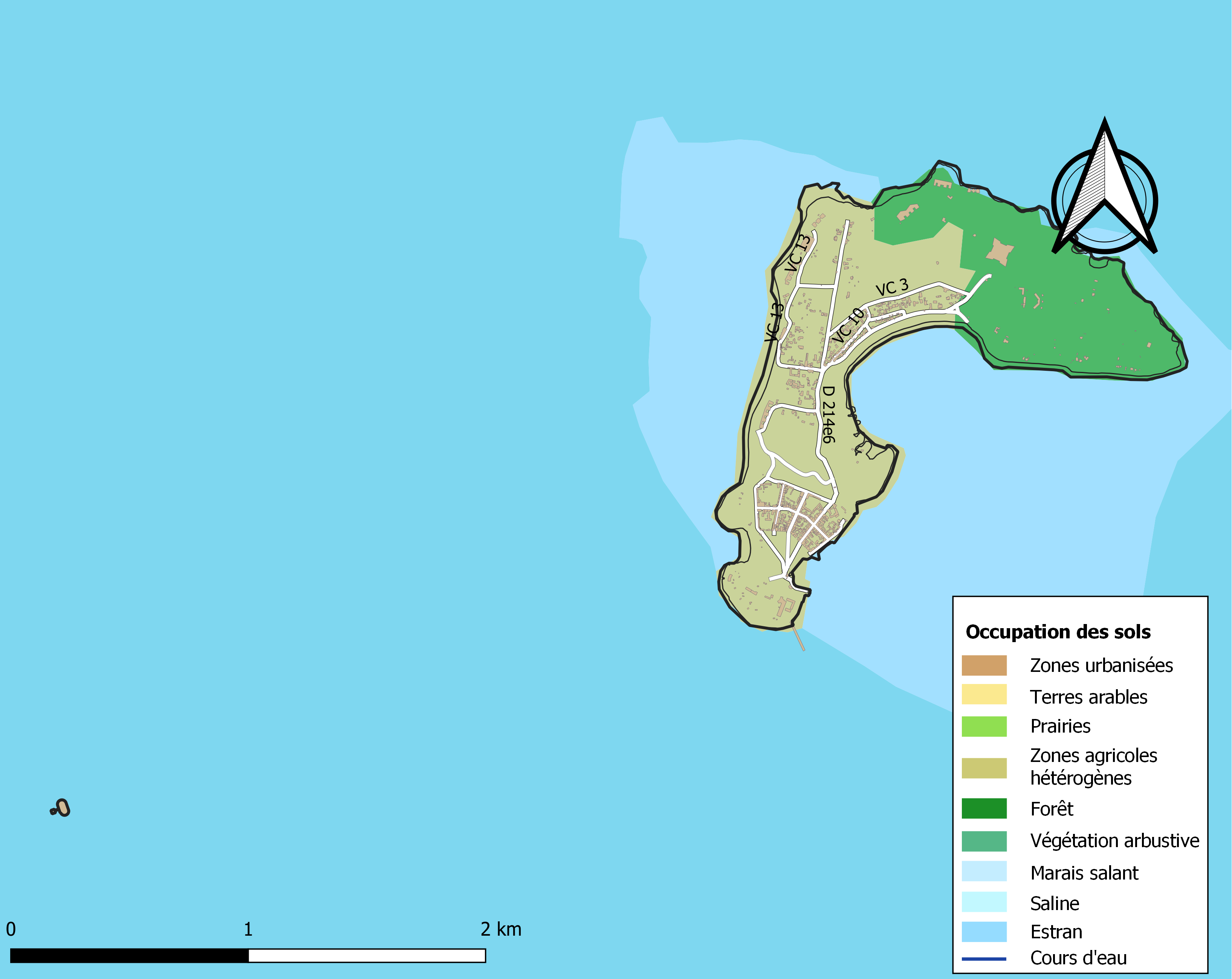
Carte des infrastructures et de l'occupation des sols de la commune en 2018 (CLC).

### Risques majeurs
Le territoire de la commune d'Île-d'Aix est vulnérable à différents aléas naturels : météorologiques (tempête, orage, neige, grand froid, canicule ou sécheresse), inondations, mouvements de terrains et séisme (sismicité modérée). Il est également exposé à un risque technologique, le transport de matières dangereuses. Un site publié par le BRGM permet d'évaluer simplement et rapidement les risques d'un bien localisé soit par son adresse soit par le numéro de sa parcelle.

#### Risques naturels
La commune fait partie du territoire à risques importants d'inondation (TRI) du littoral charentais-maritime, regroupant 40 communes concernées par un risque de submersion marine de la zone côtière, un des 21 TRI qui ont été arrêtés fin 2012 sur le bassin Adour-Garonne et confirmé en 2018 lors du second cycle de la Directive inondation, mais annulé en 2020. Les submersions marines les plus marquantes des XXe et XXIe siècles antérieures à 2019 sont celles liées à la tempête du 9 février 1924, à la tempête du 15 février 1957, aux tempêtes Lothar et Martin des 26 et 27 décembre 1999 et à la tempête Xynthia des 27 et 28 février 2010. D’une violence exceptionnelle, la tempête Xynthia a fortement endommagé le littoral de la Charente Maritime : douze personnes ont perdu la vie (essentiellement par noyade), des centaines de familles ont dû être relogées, et, sur un linéaire de l’ordre de 400 km de côte et de 225 km de défenses contre la mer, environ la moitié de ces ouvrages a subi des dommages plus ou moins importants. C’est environ 5 000 à 6 000 bâtiments qui ont été submergés et 40 000 ha de terres agricoles. La commune a été reconnue en état de catastrophe naturelle au titre des dommages causés par les inondations et coulées de boue survenues en 1982, 1999 et 2010,.

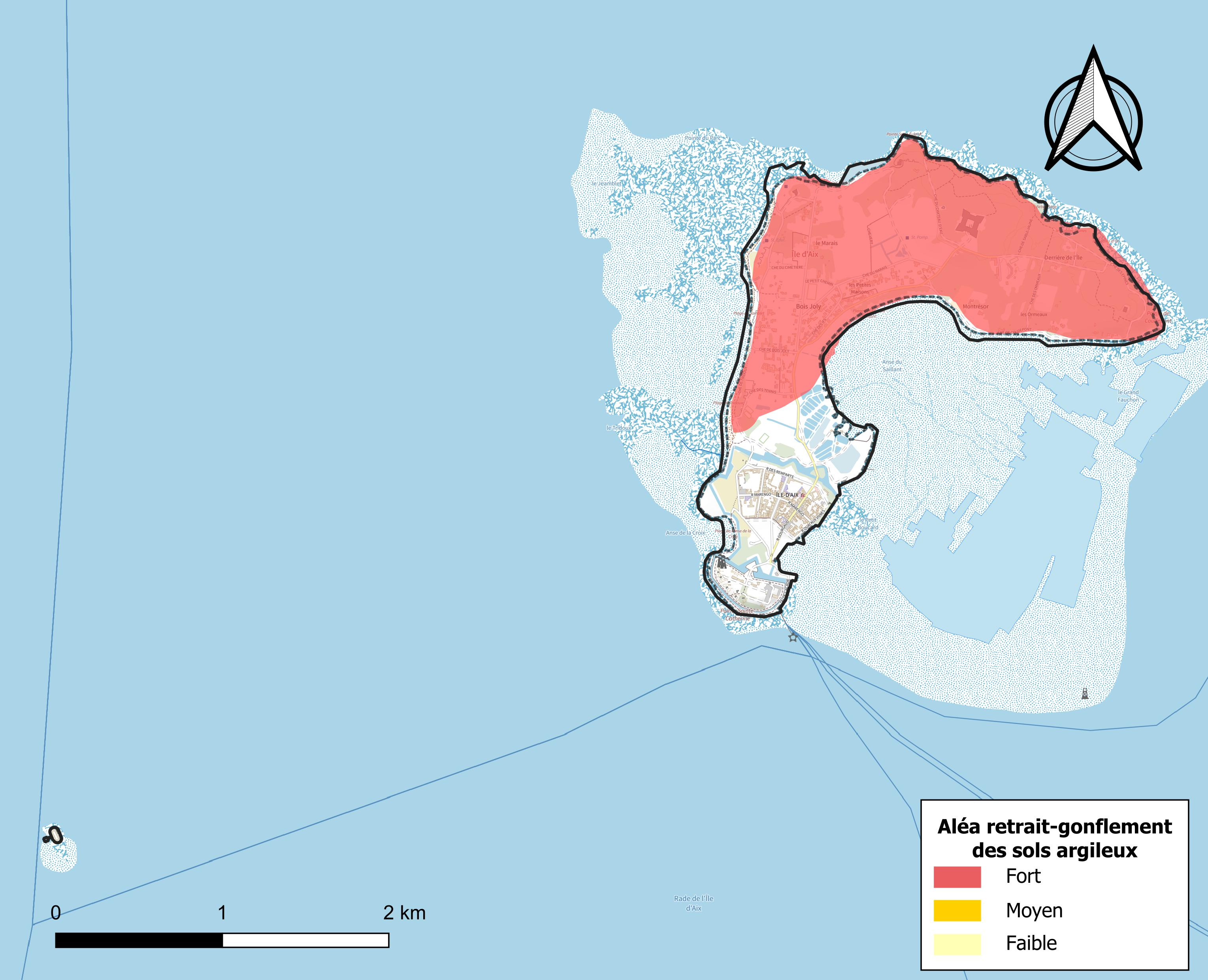
Carte des zones d'aléa retrait-gonflement des sols argileux d'Île-d'Aix.

Les mouvements de terrains susceptibles de se produire sur la commune sont des tassements différentiels.
Le retrait-gonflement des sols argileux est susceptible d'engendrer des dommages importants aux bâtiments en cas d’alternance de périodes de sécheresse et de pluie. 70,5 % de la superficie communale est en aléa moyen ou fort (54,2 % au niveau départemental et 48,5 % au niveau national). Sur les 346 bâtiments dénombrés sur la commune en 2019,  195 sont en aléa moyen ou fort, soit 56 %, à comparer aux 57 % au niveau départemental et 54 % au niveau national. Une cartographie de l'exposition du territoire national au retrait gonflement des sols argileux est disponible sur le site du BRGM,.
Par ailleurs, afin de mieux appréhender le risque d’affaissement de terrain, l'inventaire national des cavités souterraines permet de localiser celles situées sur la commune.
Concernant les mouvements de terrains, la commune a été reconnue en état de catastrophe naturelle au titre des dommages causés par la sécheresse en 1989, 1991, 2003, 2005 et 2018 et par des mouvements de terrain en 1999 et 2010.

#### Risques technologiques
Le risque de transport de matières dangereuses sur la commune est lié à sa traversée par une ou des infrastructures routières ou ferroviaires importantes ou la présence d'une canalisation de transport d'hydrocarbures. Un accident se produisant sur de telles infrastructures est susceptible d’avoir des effets graves sur les biens, les personnes ou l'environnement, selon la nature du matériau transporté. Des dispositions d’urbanisme peuvent être préconisées en conséquence.

## Toponymie
Autrefois appelée Aia, l'île d'Aix pourrait avoir pour origine un mot saxon : Eia Insula.
Île-d'Aix (avec trait d'union et sans article) désigne l'entité administrative communale, qui se confond avec l'entité géographique de l'île d'Aix (sans trait d'union).

## Histoire

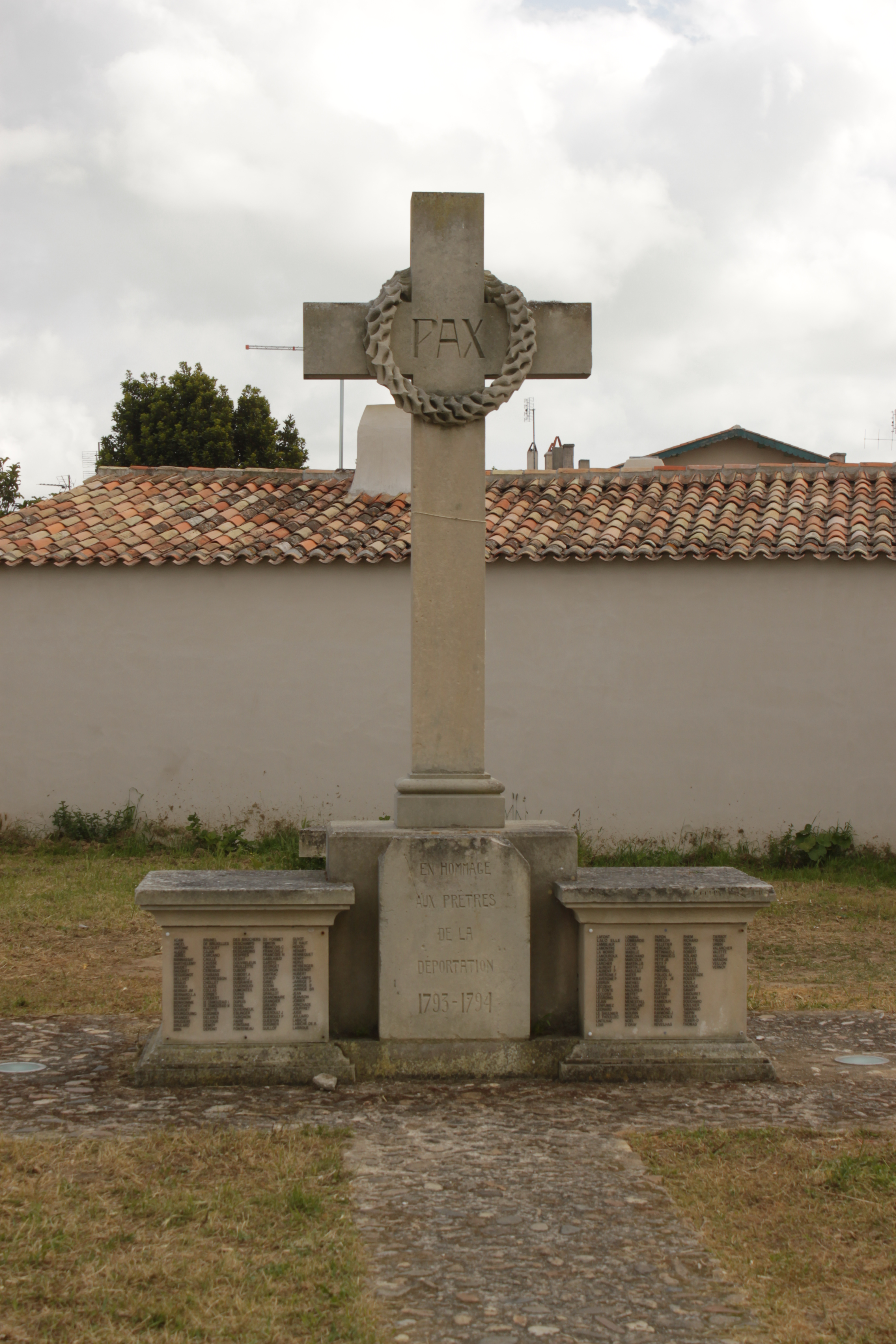
Monument en hommage aux Prêtres de la Déportation (1793-1794) où figure une liste de 250 noms.

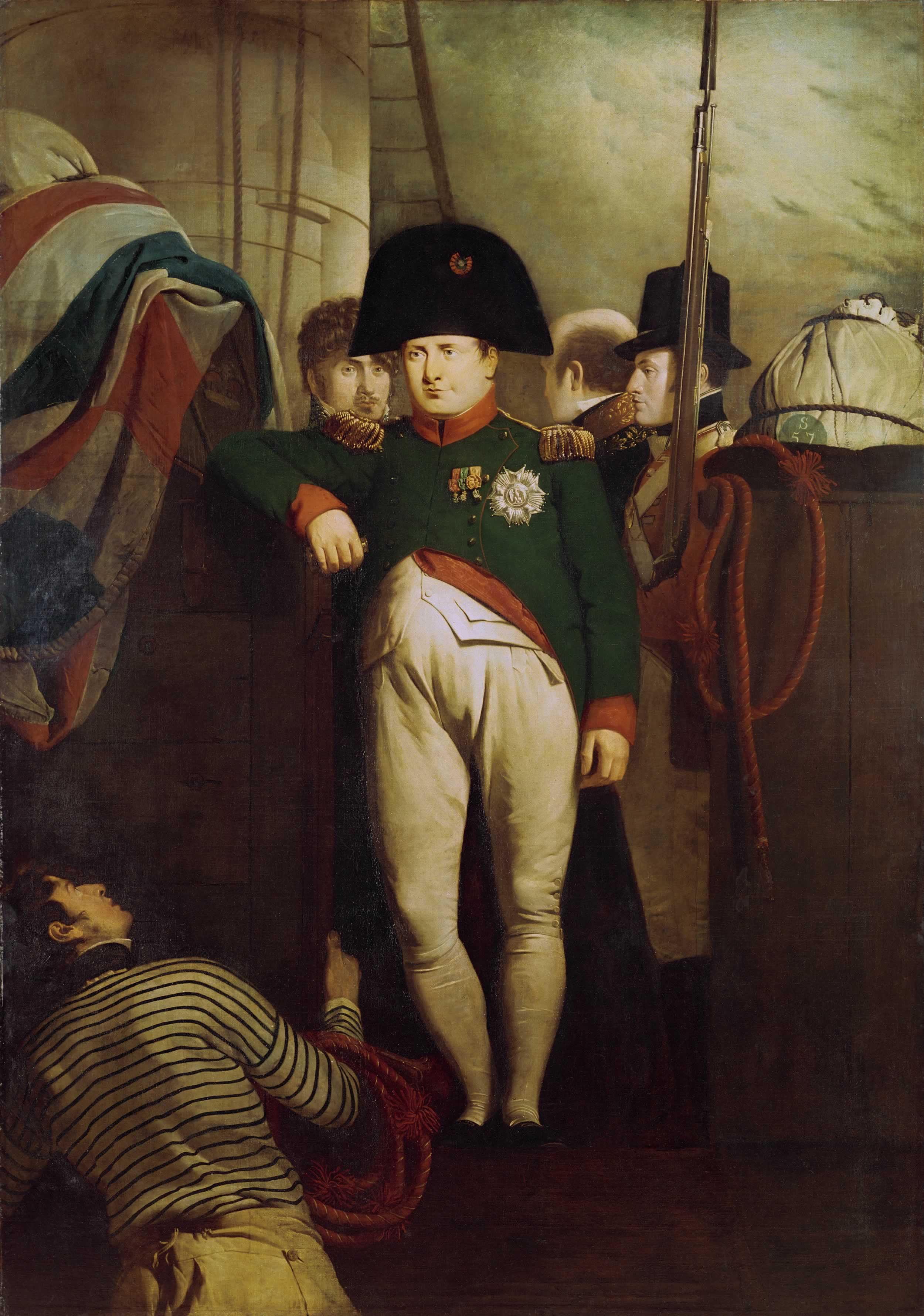
Reddition de Napoléon Ier sur le. Tableau de Sir Charles Lock Eastlake (1815).

En 1067, Isembert de Châtelaillon fait don de l'île aux moines de Cluny.
Dès la fin du XIIe siècle, l'île d'Aix devient un site stratégique pour l'Angleterre, qui la dispute à la France et, durant tout le XIIIe siècle, les attaques des navires anglais se succèdent, jusqu'en 1286 où l'estuaire de la Charente sépare la Saintonge anglaise de la Saintonge française.
En 1692, le tracé des fortifications de l'île, sur les instructions de Vauban, est mis à plat par François Ferry pour défendre La Rochelle, Rochefort, Brouage et l'embouchure de la Charente. Les Britanniques réussissent à s'en emparer, durant la Guerre de Sept Ans, et détruisent une partie des remparts. Ceux-ci sont réparés, ensuite, par des ingénieurs parmi lesquels on compte le physicien Charles-Augustin Coulomb et Pierre Choderlos de Laclos, l'auteur des Liaisons Dangereuses.
En 1794, sous la Révolution, des corps de centaines de prêtres réfractaires sont enterrés dans des fosses communes sur l’île d’Aix, et sous la crypte de l'église, morts dans des conditions épouvantables, maladies, dénutrition, conditions de vie, sur les tristement célèbres  pontons de Rochefort (navires démâtés et pontons laissés à l'ancre et utilisés comme prisons).

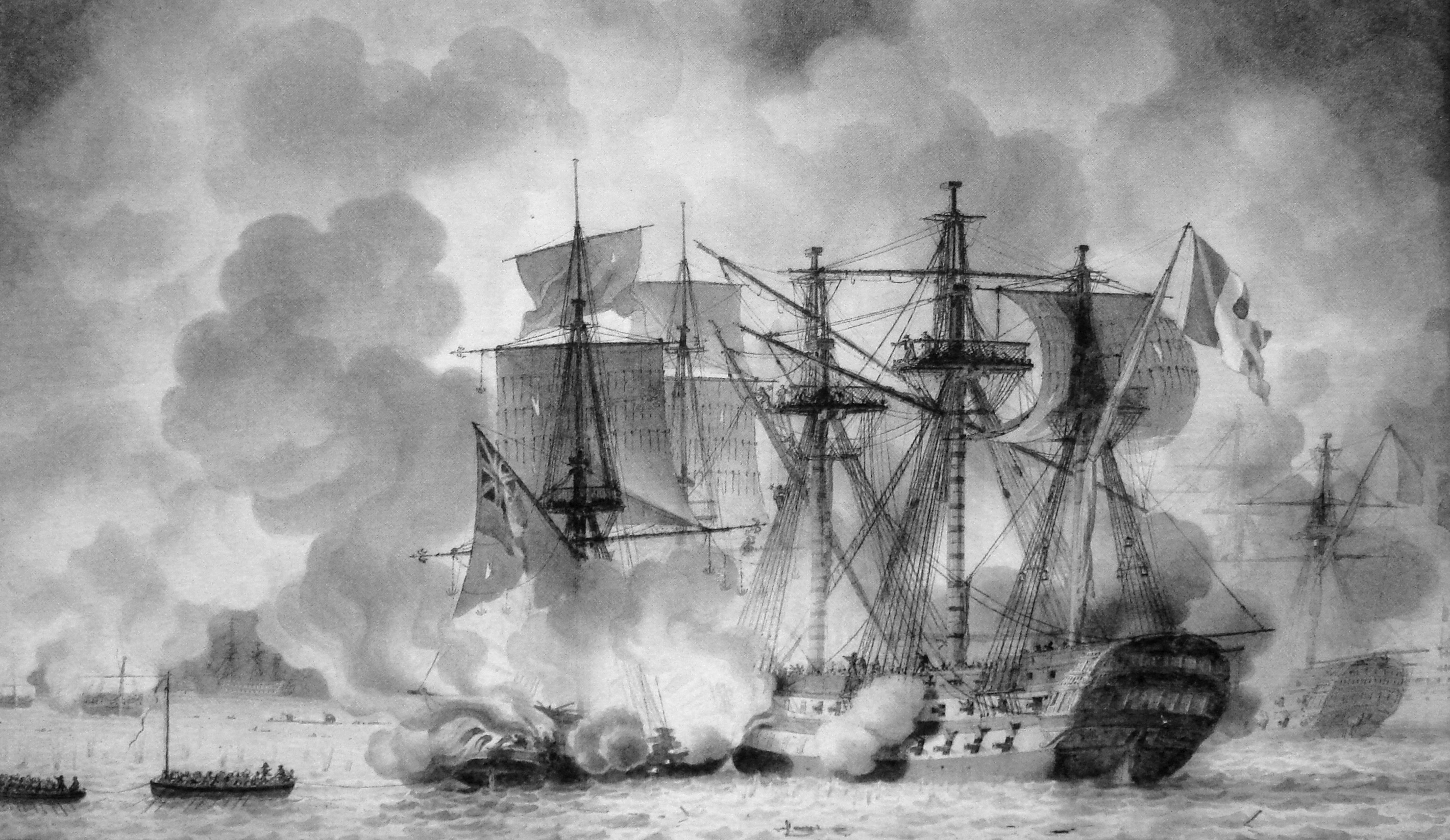
Les vaisseaux français aux prises avec les brûlots ennemis, 11 avril 1809 au soir. Peinture de Louis-Philippe Crépin.

Dès 1798 à 1803, plusieurs centaines de soldats noirs des Caraïbes sont cantonnées au fort de la Rade, dont l’officier guadeloupéen Louis Delgrès qui combattit le rétablissement de l'esclavage en 1802.
Les 11 et 12 avril 1809 se déroule la bataille de l’île d'Aix. Cette année-là, Napoléon institue le blocus continental. Mais la flotte britannique bloque les ports de l'empire napoléonien. Les colonies des Antilles étant menacées, Napoléon donne l'ordre d'envoyer une escadre pour porter des approvisionnements et des renforts. Une flotte est rassemblée à cette fin sous le commandement du vice amiral Zacharie Allemand : 11 vaisseaux et 4 frégates sont ainsi ancrés côte à côte face à l'embouchure de la Charente, au sud-est de l'île d'Aix, d'où ils sont surveillés par l'escadre du vice-amiral John Gambier, qui mouille un peu au nord-ouest, derrière l'île, dans la rade des Basques. Le 11 avril, profitant d'un vent nord-ouest portant et de la marée montante, les Britanniques laissent dériver, vers les navires français, une trentaine de brûlots. Pour éviter d'être embrasés, les navires français laissent filer leurs chaînes d'ancres et dérivent vers l'estuaire. La plupart s'échouent dans la vase à l'est sur Fouras et au sud à la pointe de Port-des-Barques. Le lendemain des frégates anglaises s'approchent et canonnent à bout portant, les navires qui ne sont pas parvenus à se dégager, malgré le passage par-dessus bord de quelque 385 canons au fond de la baie pour alléger la coque des navires. C'est un nouveau désastre pour la flotte de l'empereur ; les Anglais détruisent une frégate et quatre vaisseaux de l'escadre française, ruinant les espoirs de renforts pour les colonies françaises menacées aux Antilles.
En juillet 1815, Napoléon Ier qui vient d'abdiquer se réfugie à Rochefort, puis demande d'être amené à Fouras, s'embarque dans un canot et séjourne sur l'île dans une grande maison pendant une semaine, du 8 au 15 juillet 1815, avant de quitter à jamais la terre de France. C'est d'ici qu'il se rend aux Britanniques et croit s'embarquer pour le Royaume-Uni, mais il est en réalité emmené sur l'île de Sainte-Hélène, bien plus lointaine. Le souvenir de l’empereur plane encore depuis cette époque sur l’île, avec le Musée napoléonien situé dans la maison qu'il occupa, la place Austerlitz et certains noms de rues du village portant des noms de batailles, Marengo, etc.
Le fort Liédot au nord de l'île servit de prison à une époque pour de nombreuses personnes. Parmi elles on compte des Communards, après la chute de la Commune de Paris, en 1871.
Quelques soldats de l'armée impériale russe, insoumis sur le Front français en 1917, épisode peu glorieux de la première guerre mondiale et méconnu : les 81 meneurs de l'insurrection du camp de la Courtine sont déportés à l'île d'Aix. Trois soldats, morts par noyade au cours d'une tentative d'évasion, sont enterrés dans le petit cimetière de l'île.
Au moment de la guerre d'Algérie, Ahmed Ben Bella dirigeant du FLN, et quatre autres de ses compagnons - Mohamed Boudiaf, Hocine Aït Ahmed, Mohamed Khider, Mostefa Lacheraf - emprisonnés, y séjournent au Fort Liédot de mars 1959 à mai 1961, ayant été arrêtés et transférés sur l'île, surveillés par une garnison d'environ 150 gendarmes. Ahmed Ben Bella devient, après sa libération et son retour au pays, le 1er président de la république algérienne. Les habitants de l’île gardent de très mauvais souvenirs de ces années-là : toutes les côtes de l'île étaient surveillées jour et nuit par des postes de gardes disséminés le long de toute la côte et reliés par téléphone à un PC dans le fort Liédot, l'île était coupée en deux, dans le hameau de Bois-Joly, par une haute clôture ouest / est infranchissable, avec poste de garde implanté sur la route principale, occupé 24h/24.

## Administration et vie publique

### Liste des maires
| Période                                  | Période  | Identité            | Étiquette         | Qualité                           |
| ---------------------------------------- | -------- | ------------------- | ----------------- | --------------------------------- |
| Les données manquantes sont à compléter. |          |                     |                   |                                   |
| 2002                                     | 2008     | Jean-Pierre Chaudet | SE                | Viticulteur                       |
| 2008                                     | 2020     | Alain Burnet        | MoDem             | Responsable caisse grande surface |
| 2020                                     | En cours | Patrick Denaud      | Parti aixois (PA) | Journaliste                       |

## Démographie

### Évolution démographique
L'évolution du nombre d'habitants est connue à travers les recensements de la population effectués dans la commune depuis 1793. Pour les communes de moins de 10 000 habitants, une enquête de recensement portant sur toute la population est réalisée tous les cinq ans, les populations de référence des années intermédiaires étant quant à elles estimées par interpolation ou extrapolation. Pour la commune, le premier recensement exhaustif entrant dans le cadre du nouveau dispositif a été réalisé en 2008.

En 2022, la commune comptait 196 habitants, en évolution de −16,95 % par rapport à 2016 (Charente-Maritime : +4,04 %, France hors Mayotte : +2,11 %).
| 1793 | 1800 | 1806 | 1821 | 1831 | 1836 | 1841 | 1846 | 1851 |
| ---- | ---- | ---- | ---- | ---- | ---- | ---- | ---- | ---- |
| 213  | 266  | 241  | 270  | 256  | 320  | 289  | 255  | 399  |

| 1856 | 1861 | 1866 | 1872 | 1876 | 1881 | 1886 | 1891 | 1896 |
| ---- | ---- | ---- | ---- | ---- | ---- | ---- | ---- | ---- |
| 489  | 384  | 356  | 626  | 312  | 280  | 519  | 386  | 298  |

| 1901 | 1906 | 1911 | 1921 | 1926 | 1931 | 1936 | 1946 | 1954 |
| ---- | ---- | ---- | ---- | ---- | ---- | ---- | ---- | ---- |
| 406  | 392  | 394  | 153  | 179  | 155  | 161  | 152  | 164  |

| 1962 | 1968 | 1975 | 1982 | 1990 | 1999 | 2006 | 2008 | 2013 |
| ---- | ---- | ---- | ---- | ---- | ---- | ---- | ---- | ---- |
| 226  | 207  | 207  | 173  | 199  | 186  | 215  | 223  | 245  |

| 2018 | 2022 | - | - | - | - | - | - | - |
| ---- | ---- | - | - | - | - | - | - | - |
| 211  | 196  | - | - | - | - | - | - | - |

## Économie
L'ostréiculture est une des activités essentielles de l'île d'Aix, comme dans les trois autres îles charentaises qui forment un archipel (Ré, Oléron et Madame).
Il existe officiellement deux ostréiculteurs, implantés à la sortie du bourg au nord, à l'écart de la route principale menant au hameau de Bois Joly.
Le tourisme y exerce une importance économique primordiale, stimulant certains particularismes insulaires, comme l'absence de trafic routier. En effet, la circulation automobile y est interdite, à l'exception de quelques véhicules utilitaires d'insulaires et de la commune, de camions de livraisons autorisées venant du continent et quelques voitures autorisées de particuliers, ce qui en fait une destination fort appréciée des amoureux de la nature et des amateurs de tranquillité et d'exotisme.
L'autre particularité est que l'île d'Aix possède le record national d'avoir deux musées nationaux sur son si petit espace insulaire : le Musée napoléonien et le Musée africain. Ces deux musées, qui ont fait l'objet de réaménagements intérieurs récents, sont pourvus de collections fort originales. Ils ont acquis une très grande notoriété nationale et contribuent à accroître la renommée de l'île d'Aix, que la proximité de Fort Boyard ne fait qu'amplifier. On peut également trouver sur cette île la Maison de la Nacre, magasin de vente situé à côté de la Mairie et un petit musée privé accolé au magasin propriété d'une ancienne famille locale, qui nous apprend tout l'art du travail de ce matériau raffiné, ouvert d'avril à fin septembre.
C'est l'une des destinations touristiques les plus prisées des vacanciers et des touristes sur le littoral charentais à la belle saison.

## Culture locale et patrimoine

### Lieux et monuments

#### Église Saint-Martin

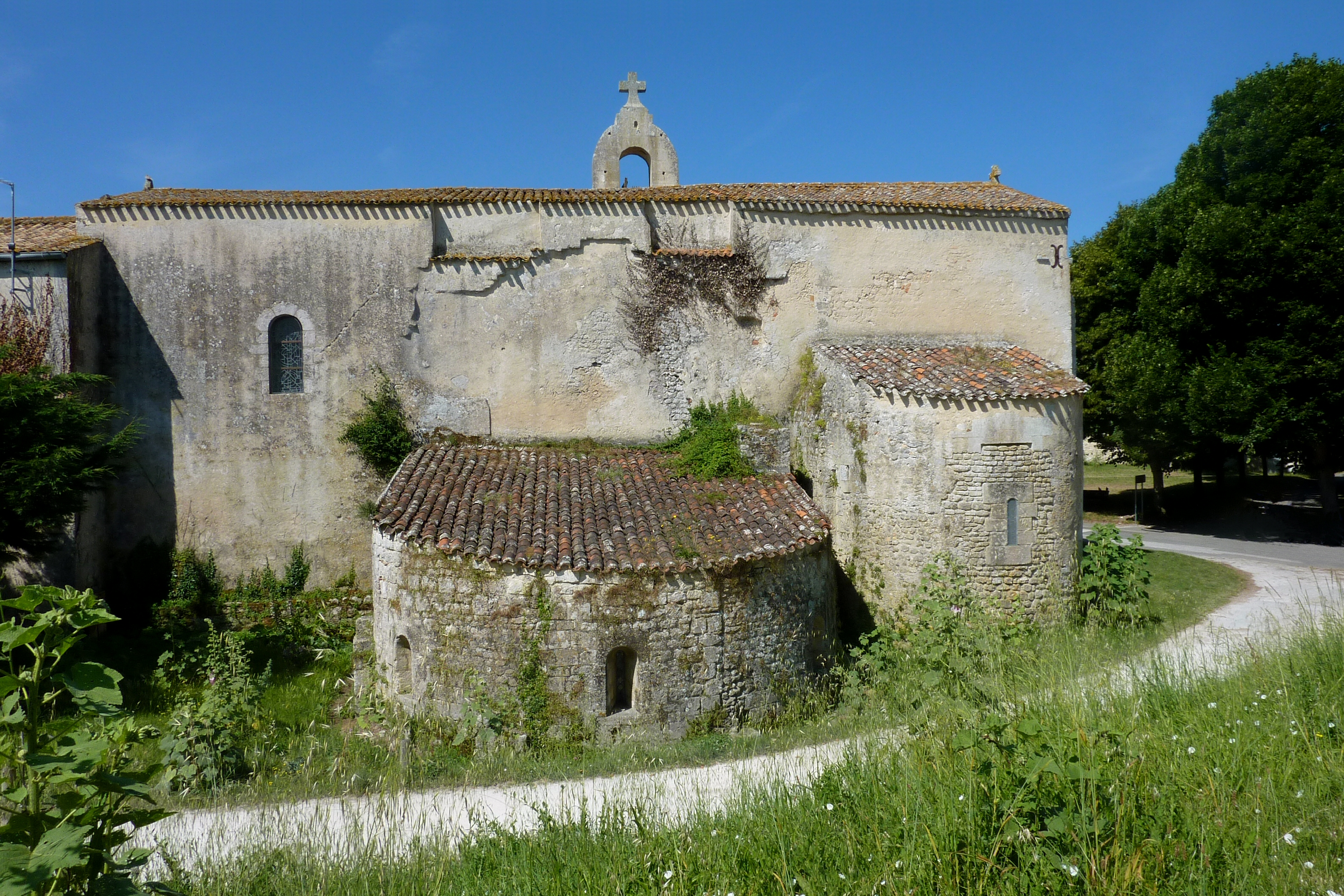
Chevet et crypte de l'église abbatiale Saint-Martin avec l'absidiole à droite. Façade nord

L'église Saint-Martin est l'un des vestiges d'un prieuré établi en 1067, peu après la donation de l'île à la puissante abbaye de Cluny. Doté d'une modeste communauté monastique, le prieuré est saccagé à plusieurs reprises, pendant les conflits franco-anglais, au XIVe siècle[réf. souhaitée].
L'église actuelle apparaît comme particulièrement mutilée, se limitant à l'ancien transept, à une petite absidiole (greffée sur l'ancien croisillon nord) ainsi qu'à une crypte romane aménagée entre les XIe et XIIe siècles. Restaurée en plusieurs fois de 1964 à 1971, elle est couverte d'une voûte d'arêtes portée par une série de 14 colonnettes aux chapiteaux ornés de motifs floraux, rare témoignage du premier art roman saintongeais. On peut aussi apercevoir l'emplacement et les restes des fondations de la nef principale qui forment un large couloir vers la porte d'entrée de l'église actuelle. Sur l'arrière on peut également voir la trace de l'ancien chœur obturé par un mur au-dessus de la crypte.

#### Fort Liédot

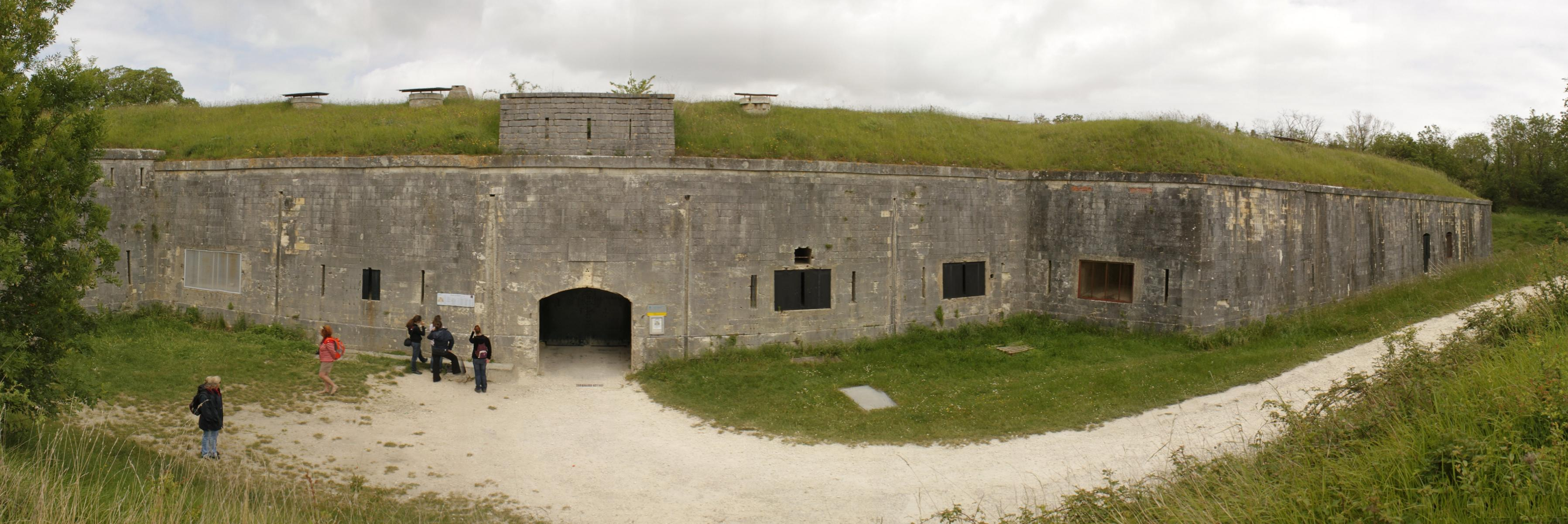
Fort Liédot. Panoramique façade sud avec l'entrée.

Le fort Liédot, d'abord nommé fort de la Sommité, en raison de son implantation sur le point culminant de l'Ile à +15 m, est situé au plein nord, au milieu de la petite forêt. Initialement à visée défensive, à la demande de Napoléon Ier, il remplit, tour à tour, bien d'autres fonctions : il fut un lieu de détention, une cible d'expériences de tir, puis une colonie de vacances de l'Armée. Destination prisée des randonneurs et des cyclistes, propriété du Conservatoire du Littoral, géré par la commune, il est aujourd'hui ouvert en saison estivale aux visites guidées, sa cour intérieure sert de décor aux spectacles en été (manifestations diverses, pièces de théâtre, concerts…).

#### Fort de la Rade

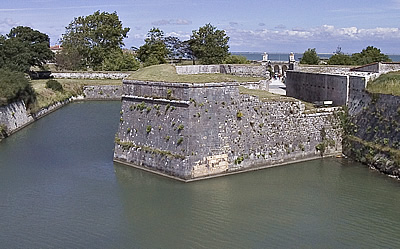
Un des fossés du Fort de la Rade.

Sur les instructions de Vauban, la petite batterie de la pointe Sainte-Catherine devient le fort de la Rade, avec, ayant traversé les années, un ancien long bâtiment à étages en pierres, réhabilité totalement en 1987, par Bernard Casnin, architecte assisté de Christian Johanson, transformé en appartements avec à l'arrière quelques pavillons et un mini théâtre de verdure, qui est aujourd'hui devenu un village de vacances, ouvert de mai à septembre, géré par le groupe Pierre et Vacances.

#### Fort Boyard

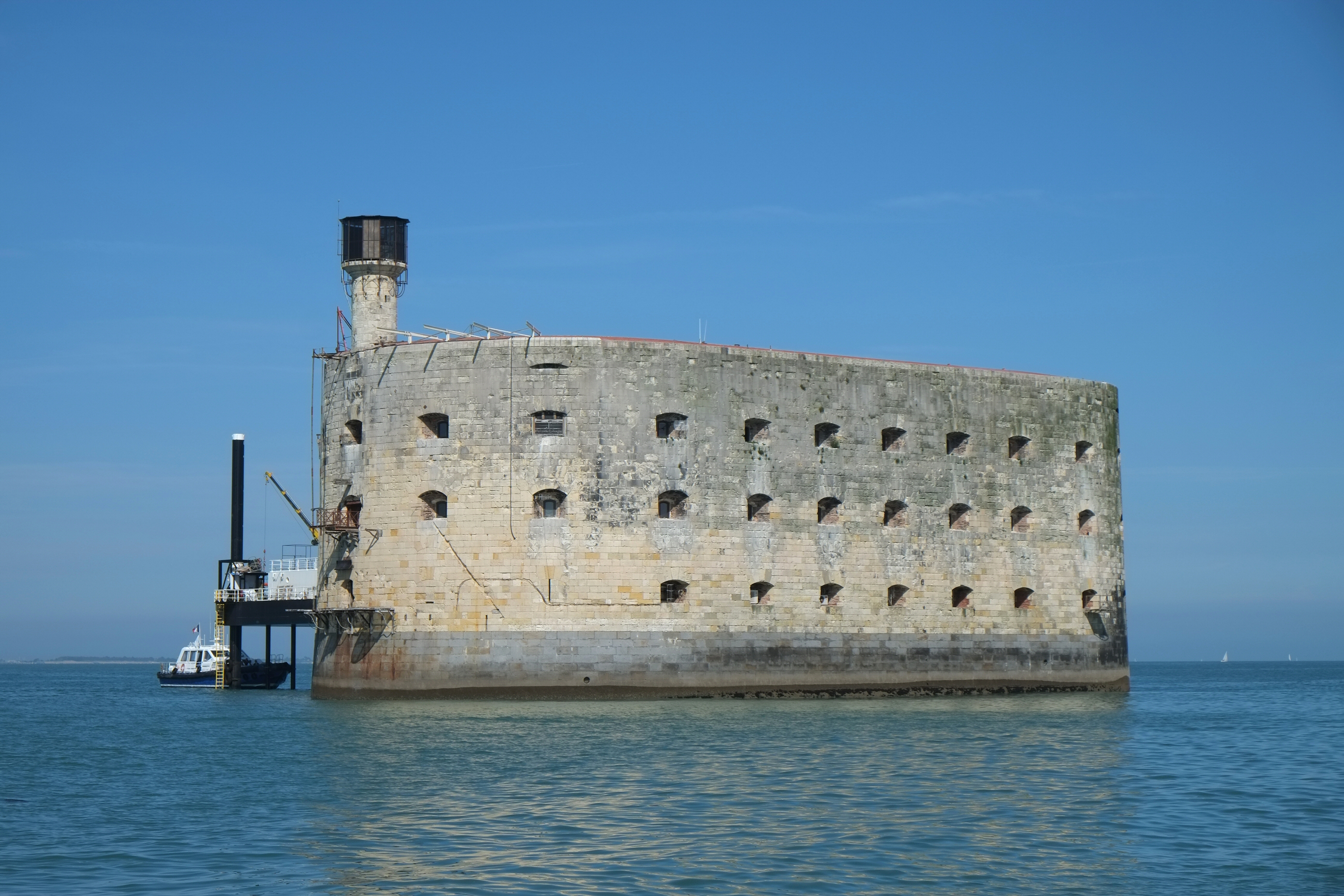
Fort Boyard Côté sud et est.

Inscrit sur le cadastre de la commune de l'île d'Aix, car les blocs de rochers des assises de ses fondations ont été excavées à la pointe de Coudepont à l'est sur l'île, Fort Boyard est une fortification située entre l'île d'Aix et l'île d'Oléron. Si la construction d'un dispositif défensif sur la « Longe de Boyard » est envisagée dès le XVIIe siècle, le projet n'est concrétisé que dans le courant du XIXe siècle.
Construit pour protéger la rade, l'embouchure de la Charente, le port et surtout le grand Arsenal de Rochefort des assauts de la marine anglaise, il est transformé en prison quelques années à peine après son achèvement.
Il est devenu le décor de l'émission de télévision, Fort Boyard (nommée Les Clés de Fort Boyard, la première année), diffusée sur Antenne 2, puis France 2 depuis 1990. Le fort est acheté par la production de l'émission, en 1988, puis revendu au Conseil général de la Charente-Maritime qui dut en assumer la réhabilitation, à partir de 1989.

### Phare

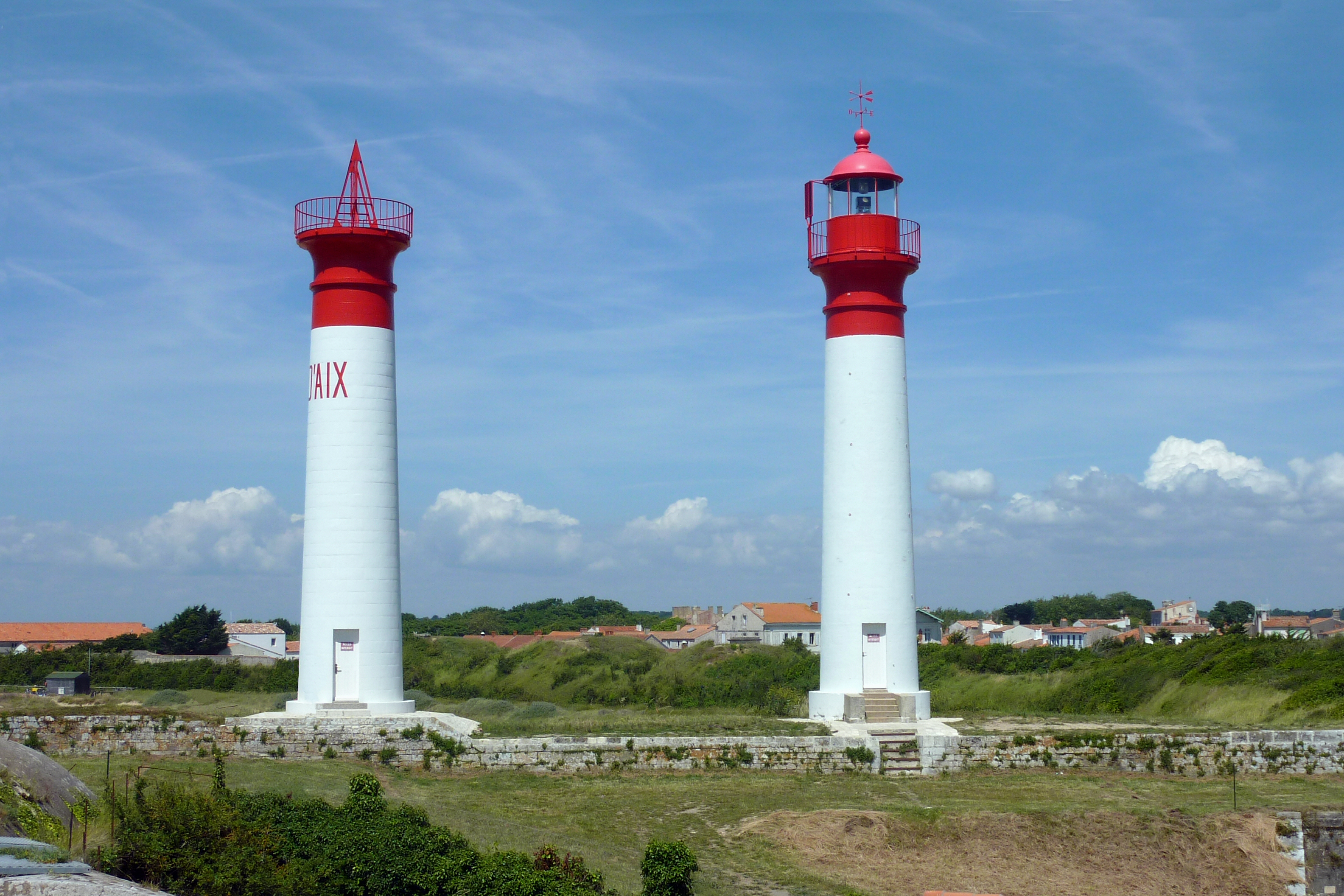
Les deux tours restaurées. Secteur à gauche. Phare à droite.

Le phare de l'Île d'Aix est un phare à deux tours de 25,3 mètres construit en 1840. Il s'agît d'un exemple de feu à secteurs plutôt rare dans cette configuration. La construction de la première tour à droite sur l'emplacement d'un premier phare en charpente date donc de 1840. Son feu fixe blanc est allumé en 1841. La seconde tour à gauche portant l'écran du secteur rouge est rendue nécessaire pour éviter les hauts-fonds du Pertuis d'Antioche, date de 1889.
Le phare fait l’objet d’une inscription au titre des monuments historiques depuis le 15 avril 2011.
En 2012, le phare fut sérieusement menacé de ruine, à cause de larges fissures apparues sur les fûts des deux tours. Finalement, grâce à la prise de conscience et l'action de l'association locale « Sauvons le Phare » et la commune de l'Île-d'Aix, le bâti du phare a été consolidé, réparé et restauré, la lanterne modernisée et il a repris du service le 30 janvier 2014.

### Sémaphore

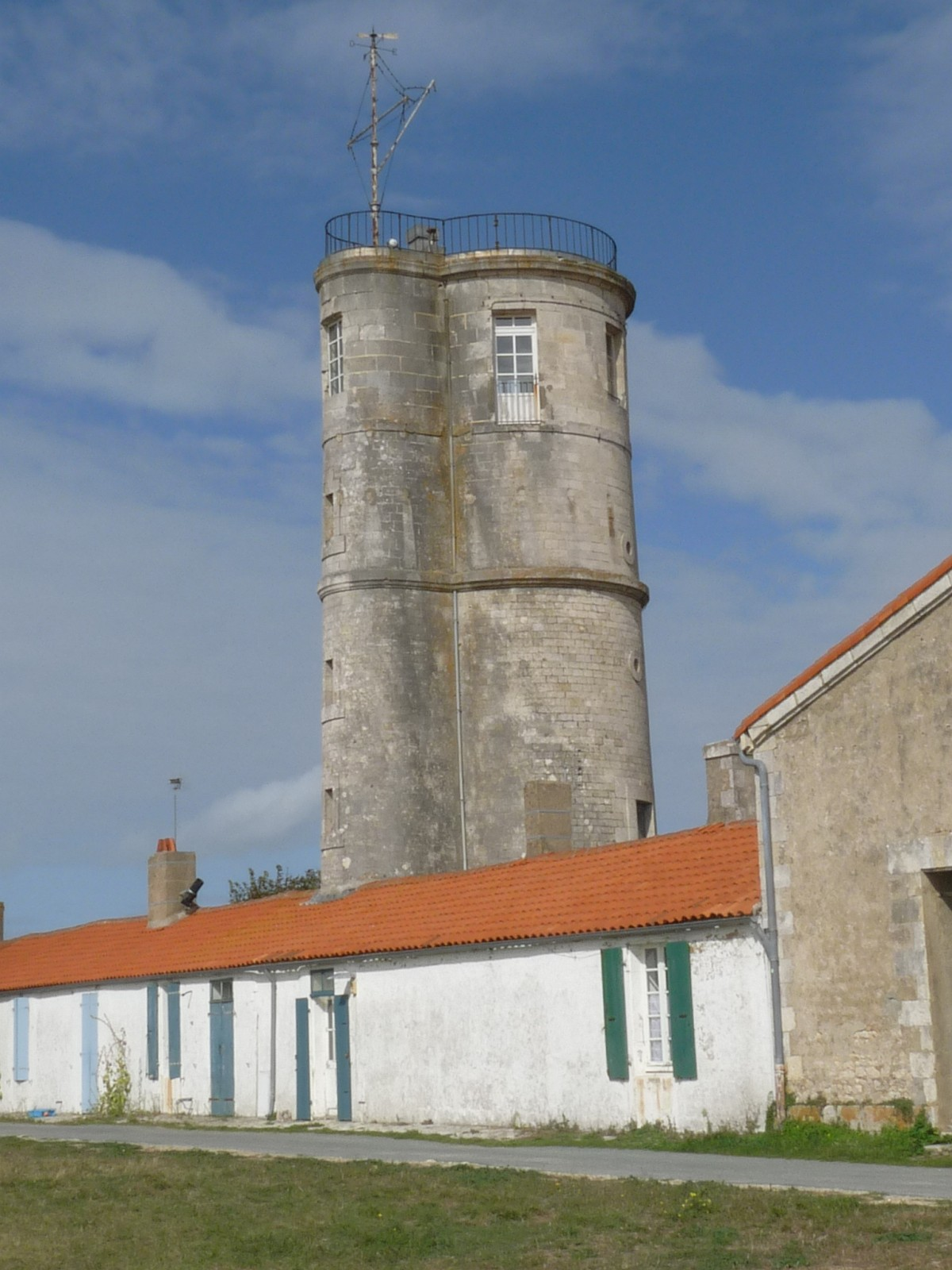
Ancien sémaphore

Jusqu’en 1860, la surveillance marine était assurée depuis une guérite en bois installée sur une maison de l'agglomération, à côté de l’actuel sémaphore. Les communications étaient réalisées à l’aide d’un mat et de pavillons.
En 1860, les autorités maritimes décident de remplacer cet équipement par du matériel « électro-sémaphorique » de télégraphie Chappe, qui sera modernisé ultérieurement par un projecteur optique communiquant en code Morse.
Le sémaphore est désaffecté dans les années 1980 puis vendu par les Domaines.

### Musée napoléonien

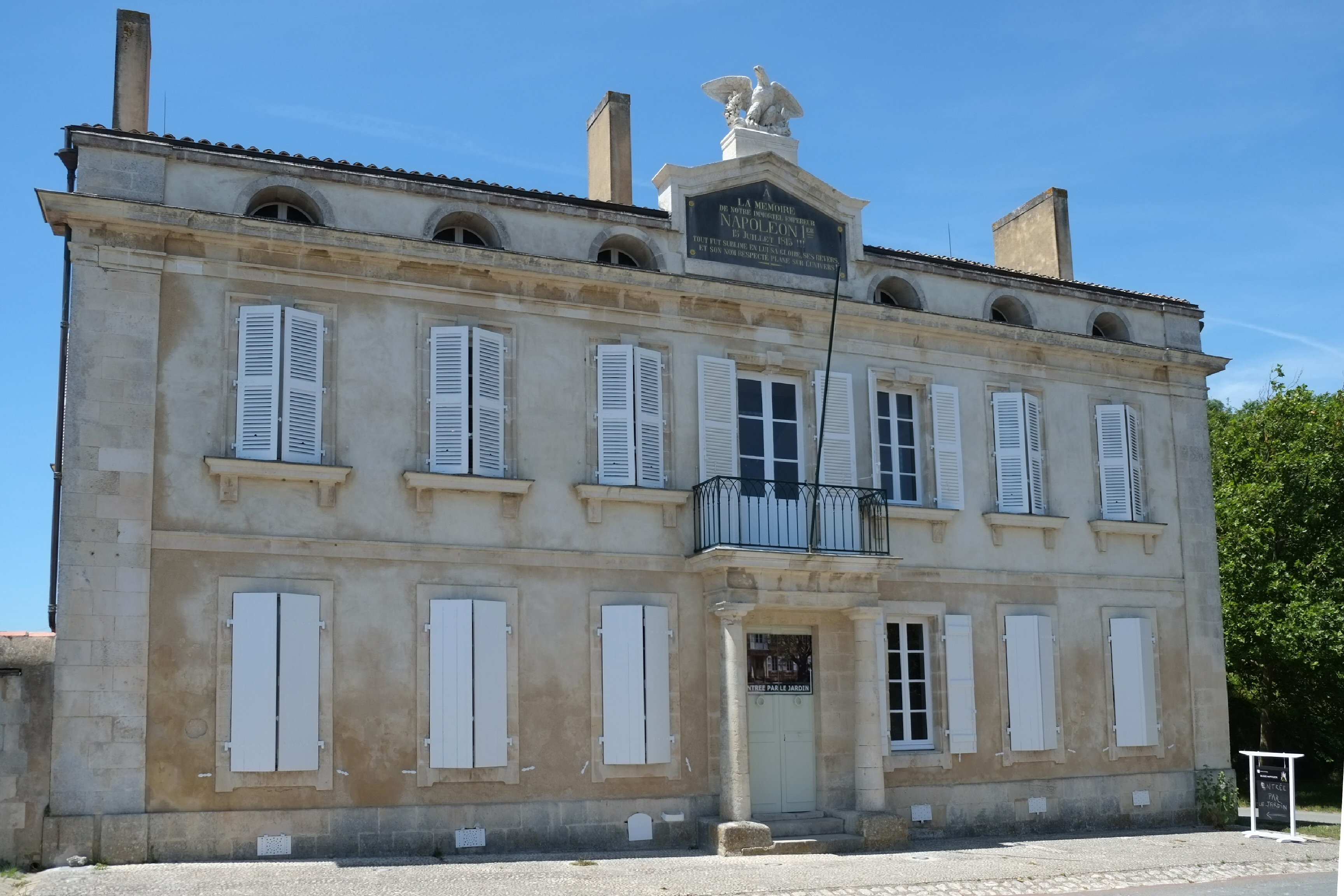
Le Musée napoléonien.

La maison du commandant de la place dans laquelle Napoléon passa ses derniers jours (début juillet 1815) en France, est transformée en musée à partir de 1926, par l'aristocrate et collectionneur, le baron Napoléon Gourgaud, et la riche héritière américaine, Eva Gebhard, qui l'ouvre au public en 1928.
La porte est surmontée d'une étonnante inscription, qualifiée dans un ouvrage sur l'île de « vers de mirliton » : « À la mémoire de notre immortel Empereur, Napoléon Ier, 15 juillet 1815. Tout fut sublime en lui, sa gloire et ses revers. Et son nom respecté plane sur l'Univers ».
En 1933, Gourgaud et Gebhard, mariés 1917-1939 et sans héritiers directs - donnent à l'État leurs nombreux souvenirs, meubles, objets d'art et gravures, tableaux et estampes, dont une série de 52 pendules anciennes arrêtées à 17 h 49, heure de la mort de l'Empereur le 5 mai 1821 à Longwood sur l'île de Sainte-Hélène.
Le musée, géré initialement par une fondation, est placé administrativement depuis 1959 sous la responsabilité du conservateur des musées nationaux des châteaux de La Malmaison et de Bois-Préau.

### Musée africain

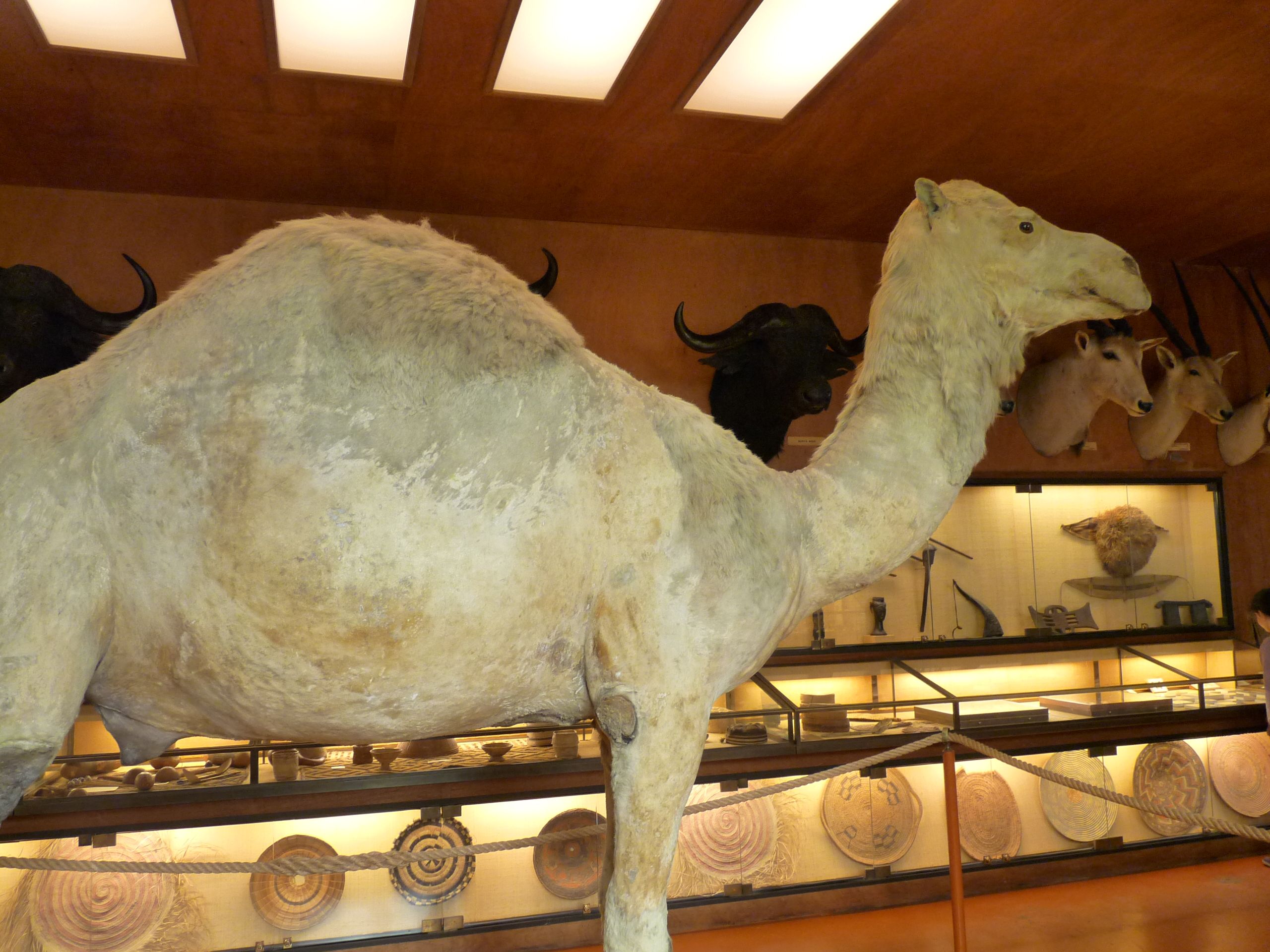
Dromadaire attribué par la légende au général Bonaparte l'ayant monté pendant la campagne d'Égypte.

Abrité dans des maisons basses typiques de l'île situés en face du Musée napoléonien, il renferme une série d'objets et d'animaux naturalisés rapportés des expéditions africaines de Gourgaud, qui participa entre autres aux safaris du baron suédois Bror Blixen, époux en 1914 de sa cousine la romancière danoise Karen Dinensen, qui connut une célébrité posthume pour La Ferme africaine (1937), adapté ensuite au cinéma sous le titre Out of Africa.
Les visiteurs remarquent surtout le dromadaire blanc naturalisé présenté indûment comme étant celui du général Bonaparte pendant la campagne d'Égypte, le dodo de l'île Maurice (Raphus cucullatus) et un diorama des oiseaux de l'île de Sainte-Hélène.

### Hôtel de Ville

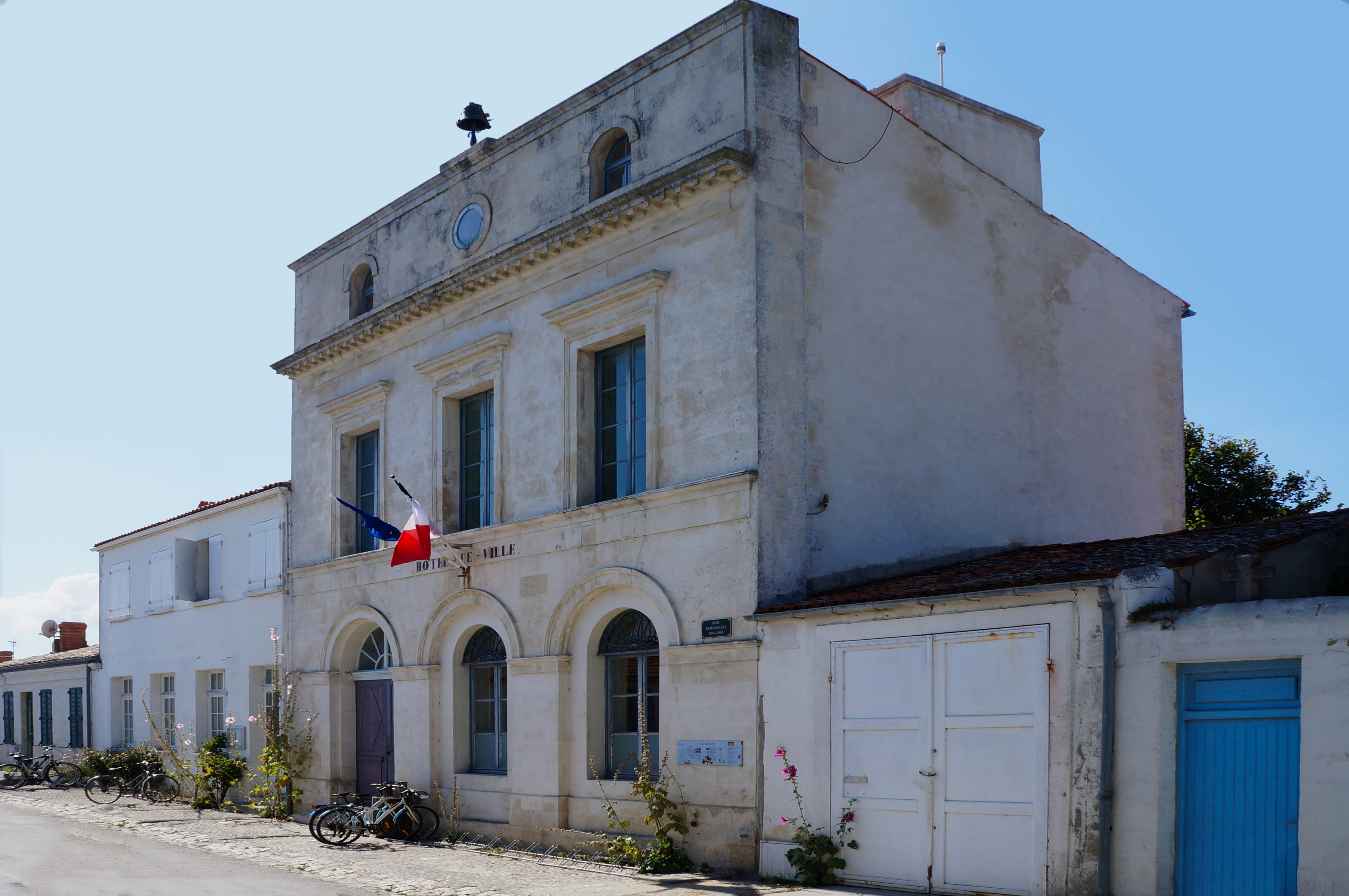
Hôtel de ville

L'Hôtel de Ville et les bâtiments voisins, à gauche l'école, à droite le garage communal, appartenant à la commune sont inscrits aux monuments historiques depuis 1931.

### Liste des personnalités liées à la commune
- Choderlos de Laclos, futur auteur des Liaisons dangereuses, y est affecté en 1779.
- Afanasie Globa et Baltaïs, meneurs de la mutinerie des soldats russes à La Courtine, y sont enfermés.
- Le baron Napoléon Gourgaud, arrière-petit-fils de Gaspard Gourgaud, aide de camp de Napoléon Ier qui l'accompagne, déchu, à Sainte Hélène, et son épouse, la riche héritière américaine Eva Gebhard ; ils favorisent dans les années 1920 le développement démographique de l'île, dont ils détiennent la quasi-totalité des immeubles du village ; ils résident dans « La Maison Rose », dominée par un belvédère sur lequel on peut apercevoir un garde-corps portant inscription sibylline « Jane's tooth » (les dents de Jane).
- L'écrivain Georges Simenon y séjourne durant l'été 1927, pour s'éloigner de Joséphine Baker.
- Le dernier gardien du phare, Louis Adrien Simonneau, né en 1920 sur l'Île d'Yeu en Vendée, y est en poste de 1953 à 1980.
- Pierre-Antoine Berniard. Ancien consul issu d'une vieille famille de l'île et auteur d'un livre sur l'histoire de l'île d'Aix[36].
- Patrick Denaud, journaliste et écrivain. Membre des services secrets français (DGSE) de 1994 à 2002. En mars 2020 Patrick Denaud est élu au Conseil Municipal sur la commune de l'île-d'Aix. Le 3 juillet 2020 il devient Maire de l'île d'Aix[37],[38].

### Héraldique
| Blason | Blasonnement : De sinople au lion d'or tenant un trident du même, sur un rocher de sable. |

### Films tournés à Ile-d'Aix
Liste non exhaustive :
- Les Aventuriers (1967), dans le village, sur le port, au fort Liédot et au fort Boyard avec Alain Delon, Lino Ventura ;
- Liberté-Oléron (2001), plusieurs scènes à la Jetée Barbotin ;
- La Maline (téléfilm), dans l'ancien bâtiment de La Poste, les rues du village et chemins de l'île avec Macha Méril.
- Les Mystères de l'île (téléfilm policier) tourné à la Mairie, dans le village et dans l'Île en 2016 et diffusé en janvier 2017